# Drveni katolički oltarići na Majevici
Drveni katolički oltarići na Majevici su rimokatolički oltari građeni od drva. Nalaze se na skrovitim mjestima na planini Majevici. Danas je preostalo pet takvih malih molitvišta u soljanskom kraju. Stari oltarić na Majevici danas je u dosta lošu stanju te bi ga trebalo stručno konzervirati i sačuvati. Tradicija gradnje ovih gotovo improviziranih objekata datira iz vremena osmanske vlasti u Bosni i Hercegovini. Potreba za izgradnjom ovakvih skrovitih oltarića javila se u vremena pojačanih progona Hrvata katolika, kad su crkve nemilice rušene, kršeni svi ugovori sa sultanima, vezirima, agama i begovima koji su katolicima davali neka prava, bila su ometana javna ispovijedanja katoličke vjere i nasilna islamiziranja svih stanovnika. Osobito su meta progona bili rimokatolici koji su tada bili u pravoj pogibelji i očitovanje, prakticiranje i ispovijedanje vjere značilo je pogibeljnu opasnost. Stoga su svećenici iz tuzlanskoga samostana često bježali u okolna sela, posebice u Lipnicu, Husino i na Gradovrh, gdje su se skrivali od Turaka. Budući da u okolici Tuzle, osim na Gradovrhu, nije bilo katoličkih crkava, moralo se organizirati skrovite mise. Stoga su sv. Mise služene su pod zaštitom gustih šuma, daleko od puteva. Zbog osmanskog nasilja Bosni i Hercegovini se dogodio veliki odljev stanovništva, i osmanskim osvajačima nestajalo je kršćanske raje koja je plaćala harače i kulučila. Zbog toga je izdana Ahdnama koja je davala neka prava katolicima. Ahdnama jest rezultat franjevačke dobre procjene ali i tih ekonomskih okolnosti koje su prisilile sultana na popuštanje. Ta glasovita Ahdnama često je bila mrtvo slovo na papiru, koju su često kršili lokalni moćnici. Osmanlije su razorili preko trideset katoličkih samostana. Do konačnog rušenja crkvi i samostana česte su bile osmanske provale, paljevine i ubojstva svećenika i redovnika. U sjeveroistočnoj Bosni razorili su samostane u Zvorniku, Teočaku, Srebrenici, Gornjoj i Donjoj Tuzli, Tolisi, Olovu, Gornjoj Skakavi i dr. Gradovrški samostan je nešto duže ostao sačuvan u duhu Ahdname, no i on je na kraju razoren. U stoljeće i pol postojanja Osmanlije su ubile 15 svećenika. Rimokatolici su se tada skrivali po šumama i u skrovitosti šuma gradili male drvene oltariće gdje su obavljali svoje vjerske obrede i dužnosti.

## Vanjske poveznice
- Povjerenstvo za očuvanje nacionalnih spomenika BiH[neaktivna poveznica]
- Povjerenstvo za očuvanje nacionalnih spomenika BiH  Arhivirana inačica izvorne stranice od 1. prosinca 2017. (Wayback Machine) Popis peticija za proglašenje nacionalnim spomenikom